# Žvižgač
Za družino živali glej članek žvižgači.
Žvižgač (angleško whistleblower) je zaposleni ali bivši zaposleni, ki razkrije kršitev, domnevno nepošteno, neetično, diskriminatorno, neprimerno ali nelegalno dejavnost, ki se pojavlja v organizaciji in jo izvajajo sedanji ali nekdanji člani. Domnevno kršitev lahko razvrstimo na več področij: kršitev zakona, pravila, uredbe in/ali neposredna grožnja javnemu interesu, kot so goljufije, kršitve varnosti in zdravja pri delu in korupcija. Žvižgači lahko obtožbe podajo interno (drugim posameznikom v obtoženi organizaciji) ali eksterno (regulatorjem, organom pregona, medijem). 
Eden najbolj znanih žvižgačev je Jeffrey Wigand, ki je razkril tobačno industrijo; njegova zgodba je opisana v filmu Insider iz leta 1999. Znana primera sta tudi Edward Snowden in Julian Assange, ustanovitelj organizacije WikiLeaks.

## Izvor izraza
Izraz žvižgač izhaja iz piska piščalke, ki ga sodnik uporablja za označevanje nezakonite ali grobe igre ter policist v opozorilo javnosti in ostalim članom policije ob kriminalnih dejanjih. Izraz je leta 1970 skoval Ralph Nader, da bi se izognil negativnim konotacijam, prisotnih v izrazih kot je npr. ovaduh ali informator. Izraz (v angleščini) je bil prvič javno uporabljen leta 1963, ko je Otto Otopeka posredoval zaupne dokumente o varnostnih tveganjih v novi ameriški administraciji.

## Definicija
Različni avtorji se strinjajo o mnogih značilnostih žvižganja, a kljub temu ne obstaja enotna definicija
. Večina definicij žvižganje opredeljuje kot poročanje o vprašljivi moralnosti in/ali neprimernemu početju, ki ni zakonito.

## Pogoste reakcije in odnos do žvižgačev
Mnenja o žvižgačih so zelo različna. Po eni strani so žvižgači zaznani kot obveščevalci, ki izdajo kolege in organizacijo, v kateri delajo, in ki si prizadevajo izključno za lastno slavo ali pa jih motivira pohlep, po drugi pa ljudje žvižganje zaznavajo kot etično in celo hvalevredno dejanje, žvižgače pa kot nesebične posameznike, ki delujejo za javni interes in se trudijo za odgovorno delo v organizaciji. Slednji pogled je tudi prevladujoč. Nekateri akademiki, kot na primer Thomas Alured Faunce, menijo, da si žvižgači zaslužijo vsaj pravico do domneve, da so poskušali ravnati v skladu z etičnimi načeli ter da bi bilo žvižganje bolj spoštovano, če bi imelo trdnejšo akademsko etično podlago v vladnih sistemih upravljanja.
Verjetno je, da veliko ljudi sploh ne pomisli na prijavo domnevnih kršitev, ne samo zaradi strahu pred povračilnimi ukrepi, ampak tudi zaradi strahu pred izgubo odnosov na delovnem mestu in zunaj dela. Slednje je tudi vzrok, da pregon žvižgačev postaja velik problem v veliko delih sveta:

Zaposleni v akademskih krogih, gospodarstvu in vladi bi se lahko začeli zavedati resnih tveganj za zdravje in okolje, vendar bi notranje politike lahko zagrozile s povračilnimi ukrepi tistim, ki poročajo o zgodnjih opozorilih. Še posebej so v nevarnosti zaposleni v zasebnih podjetjih, saj obstaja možnost, da so odpuščeni, degradirani ali ne dobijo povišice zaradi poročanja o okoljskih tveganjih ustreznim avtoritetam.

Čeprav so žvižgači pogosto zaščiteni z zakonodajo, pa jih delodajalci vseeno pogosto kaznujejo za prijavo nepravilnosti pri delu. Ukrepi so najpogosteje odpustitev, suspendiranje, degradacija delovnega mesta, zaseg plače in/ali neprijetno ravnanje drugih zaposlenih do žvižgačev. Kot odziv na slednje, je veliko zasebnih organizacij oblikovalo podporne skupine ali sklade za prijavitelje nepravilnosti (npr. National Whistleblowers Center ter Whistleblowers UK v ZDA in Public Concern at Work v Veliki Britaniji). Podporni ukrepi so oblikovani ravno zaradi tega, ker so žvižgači pogosto izločeni s strani sodelavcev, diskriminirani s strani bodočih zaposlovalcev ali odpuščeni iz svoje organizacije. Na ta način skušajo organizacije preprečiti mobing, ki je skrajna oblika trpinčenja na delovnem mestu, in se dogaja, kadar se skupina ljudi obrne proti izločenemu posamezniku.

## Etične dileme
Žvižganje vključuje konflikte lojalnosti (zvestobe), pravice do svobode govora in etične dileme, ki se delijo na proceduralne in substantivne. Proceduralne vključujejo pomembnost problema, motivacijo, (ne)anonimnost, primerno publiko in vprašanje, ali bo dejanje žvižganja vredno svojih posledic. Nekateri avtorji menijo, da je glavna etična dilema žvižganja koflikt, ki se pojavi pri uravnoteževanju vrednost, multiplih lojalnosti in dolžnosti do organizacije, splošne javnosti, profesionalnih združenj, družine, prijateljev in sebe. Jensen tudi predpostavlja, da žvižganje spremeni predvidevanja o tem, kaj je dobro za organizacijo in kaj za širšo javnost ter da je pripadnost/zvestoba skupini medkulturno različna.
Bernstein in sodelavci  menijo, da je kršenje profesionalnih standardov najpogostejši vzrok žvižganja. Napetost med potrebo po preprečevanju zlorab in ohranjanju zaupanja, je po njihovem mnenju pomembna točka napetosti in neodločenosti pri poročanju. Laframboise  je predlagal, je žvižganje zaznano kot bolj upravičeno, kadar je sporno dejanje v nasprotju z vrednotami skupine sodelavcev, kot kadar je dejanje zaznano kot ilegalno ali neprimerno. Vendar pa v nekaterih primerih vrednote skupine sprejemajo vedenje, ki je škodljivo posameznikom, manjšinskim skupinam in/ali okolju, zato je potrebno, da ga žvižganje izzove/izpostavi. Obstaja pa tudi napetost med posledično (osnovano na verjetnih posledicah) in deontološko (osnovano na intrinzični moralnosti dejanja) etiko, npr. ali so manjša neprimerna dejanja lahko upravičena, ker preprečujejo resne posledice.
Veliko avtorjev poudarja vrednost lojalnosti zaposlitveni organizaciji in preučuje konflikte med to lojalnostjo in dolžnostmi do širše skupnosti. Nekateri teoretiki verjamejo v popolnoma lojalne zaposlene, ki nimajo konfliktov med osebnimi in organizacijskimi cilji, medtem ko drugi zagovarjajo pluralne/množinske lojalnosti kot jamstvo pred izgubo kritične presoje v prid sledenju širokim organizacijskim ciljem. Nekateri menedžerji menijo, da je dolžnost varovanja zaupnosti pomembnejša od etičnih pomislekov in da bi zaposleni z etičnimi pomisleki morali dati odpoved, kar pa je težko za osebe z velikimi finančnimi obveznostmi in za finančno vzdrževane osebe.

## Teorije žvižganja
Večina razliskovanja na področju žvižganja je ali opisnega ali pa ne zajame vseh karakteristik žvižganja. Miethe in sodelavci predlagajo, da bi teorije morale upoštevati osebnostne lastnosti opazovalca, situacijski kontekst in organizacijsko strukturo. Vrsto in resnost dejavnosti/kršitve avtorji obravnavajo kot dodatni ločeni kategoriji, za razlago pojava žvižganja pa predlagajo socialno učenje, socialne vezi in teorijo racionalne izbire.

### Značilnosti
Pri preučevanju žvižganja moramo biti torej pozorni vsaj na troje značilnosti, in sicer značilnosti:
1. organizacije
2. osebe
3. situacije

#### Organizacijske značilnosti
Lindsay in sodelavci  navajajo, da ukrepi, ki spodbujajo etično vedenje v organizaciji vključujejo kodeks etike, sistem prijavljanja nepravilnosti in odločanje, ki je etično osredotočeno.
V splošnem obstajajo prednosti organizacij, ki spodbujajo notranje žvižganje in odpravljanje zlorab, brez potrebe po zunanjem razkritju. Predlogi za zmanjšanje zunanjih razkritij so naslednji: razvoj politike in postopkov notranjega razkritja, etični kodeks in spremljanje izvajanja slednjega, jasne smernice o sprejemljivem in nesprejemljivem vedenju, jasni postopki spremljanja kršitev (lahko tudi anonimno) in učinkovita zaščita žvižgačev. Ravno strah pred maščevanjem organizacije kot tudi nevednost, kam prijaviti nepravilnosti, pa povečata verjetnost zunanjih razkritij.
Še nedokončni rezultati raziskav avtorja Barnetta so pokazali, da imajo večja podjetja in podjetja, včlanjena v sindikate, višjo stopnja zunanjega razkrivanja nepravilnosti. Podjetja, ki uporabljajo politiki razkrivanja pa imajo višjo stopnjo notranjega in zunanjega razkrivanja, najverjetneje zato, ker delodajalci sprejmejo politiko razkrivanja po predhodnih slabih izkušnjah z žvižganjem.
Konceptualni model, narejen na osnovi analize in upoštevanja osebnih, organziacijskih in situacijskih faktorjev, skuša opisati, kako organizacijska kultura regulira vedenje žvižgačev. Avtorica B. Berry trdi, da morajo organizacije razvijati kulturo, ki bo spodbujala in pomagala pri učinkovitem prijavljanju nepravilnosti ter opredeljuje lastnosti, ki slednje omogočajo.
Lastnosti in njihovi opisi, ki spodbujajo žvižganje, so naslednje:
| Lastnost       | Opis                                                                               |
| -------------- | ---------------------------------------------------------------------------------- |
| pozornost      | Biti v položaju zavedanja kršitev.                                                 |
| vključenost    | Stanje dejanske povezanosti z organizacijo.                                        |
| verodostojnost | Verjetje v organizacijsko integriteto.                                             |
| odgovornost    | Občutek dolžnosti ali moralna odgovornost poročanja kršitev.                       |
| opolnomočenje  | Verjetje v moč za dosego pozitivne spremembe.                                      |
| pogum          | Soočenje z morebitnimi povračilnimi ukrepi.                                        |
| možnosti       | Obstoj jasnih in ustreznih kanalov, preko katerih se lahko obravnava problematiko. |

#### Značilnosti žvižgačev
Žvižgači so pogosto načelni posamezniki z močnimi moralnimi prepričanji, z visoko stopnjo moralnega razvoja, z univerzalnimi standardi pravičnosti in samoučinkovitosti ter visoko ravnjo notranje kontrole. Miceli s sodelavci pravi, da so pogosto bolj zadovoljni s svojo službo, a ne nujno s svojo plačo. Žvižgači, ki nepravilnosti razkrijejo širši javnosti, imajo tudi malenkost večje zaupanje v univerzalne standarde in so se pripravljeni žrtvovati za splošno dobro. Alford  trdi, da jih lahko motivira tudi potreba, da njihova javna podoba ne bi bila zaznamovana z nepravilnim početjem ali pa jih motivira želja po ohranitvi samopodobe moralnega človeka.
Avtorji Bjorkelo, Einarsen in Matthiesen  navajajo, da so žvižgači tudi zelo ekstravertni, dominantni in nizko sprejemljivi ljudje.
Nekatere raziskave nakazujejo, da se ženske redkeje pojavijo v vlogi žvižgačev kot moški, saj se bolj podredijo mnenju večine. Vsekakor pa imajo ženske pogosto manj varne in nižje statusne položaje kot moški in so zato lahko bolj ranljive za povračilne ukrepe.

#### Situacijske značilnosti
Ravnanje, ki lahko vodi do žvižganja, lahko po Westinu razdelimo v naslednje kategorije: 
1. nezakonito dejanje, kjer so pravni standardi jasni in je kršitev ozaveščena in namerna
2. potencialna nezakonitost ali nevarnost, kjer zaposleni meni, da določen proizvod ali postopek ne izpolnjuje predpisanih standardov
3. zaskrbljenost glede temeljne moralnosti politike upravljanja in njenega vpliva na družbo (npr. uporaba jedrske energije)

Največ žvižganja spada v prvi dve kategoriji.
Izmed raziskav, ki so preučevale značilnosti žvižgačev in/ali značilnosti delovnega okola, ki privedejo do žvižganja, se jih je le malo osredotočilo na interakcijo med individualnimi in organizacijskimi značilnostmi, vrstami napačnega ravnanja in situacijskimi faktorji. Raziskovalne hipoteze se večinoma multidimenzionalne in ne upoštevajo dejstva, da žvižgači lahko postanejo različni posamezniki/skupine – tako samotarji/izobčenci kot tudi konvencionalni pripadniki organizaciji. Čeprav lahko obstajajo osebnostne lastnosti, ki so močno povezane s tendenco po prijavi nepravilnosti, pa je verjetno, da bi lahko veliko ali celo večina ljudi nepravilnosti prijavila v pravih okoliščinah.

## Pravila pri odločanju o prijavi nepravilnosti
Veliko posameznikov in organizacij je razvilo sklope pravil za prijavljanje nepravilnosti, ki se uporabljajo v procesu odločanja o poročanju nepravilnosti in tudi v procesu, za povečanje verjetnosti uspešnega izida ob ohranitvi delovne kariere. Gunsalus predlaga, da bodoči žvižgači premislijo o morebitnih alternativnih razlagah za nepravilno početje, vprašajo preden obtožujejo, identificirajo in locirajo pomembne dokumente, ločijo osebne in strokovne pomisleke, ocenijo svoje cilje in poiščejo nasvet. Predlaga tudi postopno izvajanje procesa in določitev ustrezne osebe ali organizacije z močjo in viri, da ukrepa.
Miceli in sodelavci pa so avtorji 5-stopenjskega modela procesov pri prijavi nepravilnosti z vidika žvižgača. Avtorji navajajo, da če rezultati procesa niso zadovoljivi, se proces lahko ponovi.
Petstopenjski model žvižganja je naslednji:
| Stopnja | Proces              | Dogajanje                                                               |
| ------- | ------------------- | ----------------------------------------------------------------------- |
| prva    | sprožilni dogodek   | Nezakonsko/nemoralno/nezakonito dejanje.                                |
| druga   | poročanje o dejanju | Dejanje s 1.stopnje vodi do odločitve, če in kako poročati o slednjem.  |
| tretja  | žvižganje           | Poročanje, zapustitev organizacije/soočenje s kršiteljem.               |
| četrta  | odzivi              | Odzivi drugih članov organizacije in zunanjih opazovalcev na žvižganje. |
| peta    | evaluacija          | Vrednotenje rezultatov.                                                 |

Model pa je tudi kritiziran s strani Alforda, saj je kljub uporabnosti pristopa slednji premočno utemeljen na teoriji racionalne izbire in ne upošteva žvižgačev, ki se čutijo prisiljene, da ukrepajo in ne sodelujejo v procesu odločanja. Prav tako pa pristop ne upošteva odloženega poročanja o nepravilnostih, pri katerem posamezniki opazujejo in morebiti celo sodelujejo pri nepravilnostih, preden o njih poročajo.

## Posledice žvižganja
Izide žvižganja lahko po Miceliju s sodelavci razdelimo na tri glavne kategorije: 
1. prekinitev ali nadaljevanje izvajanja nepravilnosti z/brez priznanja, da je do njega prišlo
2. sprememba politike ali brez spremembe politike
3. maščevanje, nagrada ali brez odziva na prijavo nepravilnosti

Večina žvižgačev doživi povračilne ukrepe, včasih zelo hude vrste. O’Day navaja, da maščevanje oz. izvajanje povračilnih ukrepov poteka v štirih fazah:
1. pritisk na žvižgača, naj preneha s poročanjem (bodisi z verbalnim pritiskom, bodisi s kritiziranjem njegove delovne uspešnosti)
2. žvižgač je izoliran, njegova organizacijska vloga zmanjšana in viri omejeni
3. obrekovanje značaja žvižgača
4. izgon/izključitev žvižgača

Izobčenje na delovnem mestu je najpogostejša oblika neuradnih povračilnih ukrepov, sledijo pa ji osebni napadi in povečan nadzor nad delavcem.
Kot posledica prijave in obravnave nepravilnosti je čustveno zdravje žvižgačev močno ogroženo. Udeleženci študije  so opisovali neustavljivo stisko, ki se je manifestirala na različne načine, vključno z epizodami joka, izogibanjem družabnih dogodkov, izgubo zaupanja, nočnimi morami, anksioznostjo in nespečnostjo. Kljub svoji stiski so se udeleženci poskušali vesti veselo v stiku s prijatelji, sodelavci in drugimi osebami, a je bilo masko normalnosti težko vzdrževati. Veliko udeležencev je še leto dni po dogodku doživljalo spominske prebliske, vsiljive misli in ohromljujoče čustvene odzive. To čustveno stanje je bistveno vplivalo na njihovo sposobnost za delo in sodelovanje v družinskem žviljenju.

## Podpora
Možni viri podpore vključujejo strokovna društva, novinarje, zakonodajalce, verske voditelje/skupnosti ter širšo skupnost.